# Commissie-Hermans
De commissie-Hermans was een Nederlandse ambtelijke adviescommissie onder leiding van de politiek secretaris Hans Hermans van premier Louis Beel. De commissie gaf advies over een reorganisatie van de voorlichtingsdienst van de landelijke overheid. Het werk van de commissie heeft ertoe geleid dat de Voorlichtingsraad in 1947 werd opgericht.
De commissie was een reactie op de voorstellen van de commissie-Van Heuven Goedhart, die de centralistische manier van werken van de toenmalige Regeringsvoorlichtingsdienst wilde voortzetten. Beel voelde daar niets voor omdat daardoor volgens hem de ministeriële verantwoordelijkheid van de afzonderlijke ministers werd aangetast. Het was Beel die de commissie benoemde en zijn politiek secretaris tot voorzitter.
De commissie-Hermans deed geheel volgens Beels opzet geen pleidooi voor een centraal aangestuurde rijksvoorlichting: de commissie adviseerde juist om de voorlichting via pers en radio over te laten aan de departementen. Alleen de productie van eigen media (technische diensten als foto- en filmbedrijf) diende centraal geregeld te worden. Wel moest er een overleg komen van departementale voorlichtingschefs: deze raad moest het voorlichtingswerk coördineren en adviseren over de grote voorlichtingsuitgaven.
Het rapport van de commissie-Hermans is geheim gebleven, ondanks verzoeken uit het parlement. Hermans werd zelf voorzitter van het nieuw opgerichte orgaan, de Voorlichtingsraad. De Rijksvoorlichtingsdienst, zoals de organisatie uiteindelijk is gaan heten, werkt anno 2016 grotendeels nog steeds volgens het advies van de commissie-Hermans.